# Delsjövägen
Delsjövägen är en gata i stadsdelarna Bö och Torp i Göteborg. Den sträcker sig cirka 2 kilometer mellan Sankt Sigfrids plan och Munkebäcksgatan (i korsningen Virginsgatan) i Kålltorp och är numrerad från 1-55.
Delsjövägen fick sitt namn 1923 efter Delsjön, som ligger cirka 1,5 kilometer sydost därifrån. Namnet skrevs Dilsiö 1312 och Delesiön 1650. 
Vid Delsjövägen låg tidigare SVT:s hus, i folkmun kallat Synvillan. SVT lämnade huset 2007 för Kanalhuset, och 2010 revs det för att ge plats åt ett bostadsområde med cirka 400 lägenheter med tre typer av bebyggelse; lamellhus, radhus samt ett kvarter med förskola i bottenplanet.